# بندر عبده
بندر عبده (مواليد 23 يناير 1990) هو لاعب كرة قدم سعودي لعب سابقاً في نادي حطين .

## وصلات خارجية
- بندر عبده جماح حمدي